# Берешть (Арджеш)
Берешть, Берешті (рум. Bărăști) — село у повіті Арджеш в Румунії. Входить до складу комуни Чикенешть.
Село розташоване на відстані 149 км на північний захід від Бухареста, 48 км на північний захід від Пітешть, 120 км на північний схід від Крайови, 90 км на південний захід від Брашова.

## Населення
За даними перепису населення 2002 року у селі проживали 1016 осіб, усі — румуни. Усі жителі села рідною мовою назвали румунську.